# シェーズヌーヴ
シェーズヌーヴ（仏: Chèzeneuve）は、フランスのオーヴェルニュ＝ローヌ＝アルプ地域圏、イゼール県に属するコミューン。

## 地理
県都グルノーブルから北西に60kmほどいった、県北部の田園地帯に位置する。東西に走る道に沿って、茶褐色をした家々が並ぶ。北でドマランと、南でクラシエと、南西でアルタと、北西でフールとそれぞれ接する。

## 行政
- 首長 - クリスチャン・バダン（Christian Badin）

議会は首長も含めて11人で構成される。

## 人口の推移[1]
| 1962年 | 1968年 | 1975年 | 1982年 | 1990年 | 1999年 | 2007年 |
| ------ | ------ | ------ | ------ | ------ | ------ | ------ |
| 237    | 247    | 234    | 306    | 339    | 373    | 476    |